# Coupe d'Islande de football 1962
La coupe d'Islande 1962 de football est la 3e édition de la Coupe nationale de football.
Elle s'est disputée du 12 août 1962 au 21 octobre 1962, avec la finale disputée au Melavöllur.
Les équipes de 1. Deild (1re division) ne rentrent qu'en quarts de finale de l'épreuve. Lors des tours précédents, les équipes de 2. Deild (2e division), ainsi que les équipes réserves s'affrontent en matchs simples. En cas de match nul, le match est rejoué.
Pour la 3e année consécutive, le KR Reykjavik remporte l'épreuve, en battant en finale le Fram Reykjavik 3 buts à 0.

## Premier tour
| Équipe 1             | Résultat | Équipe 2             |
| -------------------- | -------- | -------------------- |
| íBK Keflavík B       | 1 - 4    | KR Reykjavik B       |
| Vikingur Reykjavik   | 0 - 0    | Breiðablik Kopavogur |
| þrottur Reykjavik    | 0 - 3    | Tyr Vestmannaeyjar   |
| Valur Reykjavik B    | 4 - 4    | þrottur Reykjavik B  |
| Breiðablik Kopavogur | 3 - 3    | Vikingur Reykjavik   |
| Valur Reykjavik B    | 4 - 0    | þrottur Reykjavik B  |
| IA Akranes B         | 1 - 5    | Fram Reykjavik B     |
| Breiðablik Kopavogur | 3 - 0    | Vikingur Reykjavik   |

## Deuxième tour
- Entrée en lice de Reynir Sandgerði, ÍB Hafnarfjörður et ÍBK Keflavík

| Équipe 1             | Résultat | Équipe 2          |
| -------------------- | -------- | ----------------- |
| Reynir Sandgerði     | 1 - 4    | Fram Reykjavik B  |
| Tyr Vestmannaeyjar   | 3 - 0    | KR Reykjavik B    |
| ÍBK Keflavík         | 4 - 1    | Valur Reykjavik B |
| Breiðablik Kopavogur | 5 - 4    | ÍB Hafnarfjörður  |

## Troisième tour
| Équipe 1             | Résultat | Équipe 2           |
| -------------------- | -------- | ------------------ |
| Fram Reykjavik B     | 0 - 4    | Tyr Vestmannaeyjar |
| Breiðablik Kopavogur | 1 - 6    | ÍBK Keflavík       |

## Quarts de finale
- Entrée en lice des 6 clubs de 1. Deild

| Équipe 1            | Résultat | Équipe 2             |
| ------------------- | -------- | -------------------- |
| ÍBK Keflavík        | 2 - 0    | Tyr Vestmannaeyjar   |
| ÍB Isafjörður (D1)  | 1- 4     | KR Reykjavik (D1)    |
| ÍA Akranes (D1)     | 1 - 8    | ÍBA Akureyri (D1)    |
| Fram Reykjavik (D1) | 3 - 2    | Valur Reykjavik (D1) |

## Demi-finales
| Équipe 1       | Résultat | Équipe 2          |
| -------------- | -------- | ----------------- |
| KR Reykjavik   | 3 - 0    | ÍBA Akureyri      |
| Fram Reykjavik | 2 - 1    | ÍBK Keflavík (D2) |

## Finale
| 21 octobre 1962 | KR Reykjavik                         | 3 - 0 | Fram Reykjavik | Melavöllur, Reykjavik |
|                 | Ellert B. Schram , · Gunnar Felixson |       |                |                       |
|                 | (Rapport)                            |       |                |                       |